# 12. Jahrhundert v. Chr.
Portal Geschichte | Portal Biografien | Aktuelle Ereignisse | Jahreskalender | Tagesartikel

◄ |
3. Jt. v. Chr. |
2. Jahrtausend v. Chr. | 1. Jt. v. Chr.  

◄ |
14. Jh. v. Chr. |
13. Jh. v. Chr. |
12. Jahrhundert v. Chr. |
11. Jh. v. Chr. |
10. Jh. v. Chr. |
►
Das 12. Jahrhundert v. Chr. begann am 1. Januar 1200 v. Chr. und endete am 31. Dezember 1101 v. Chr.

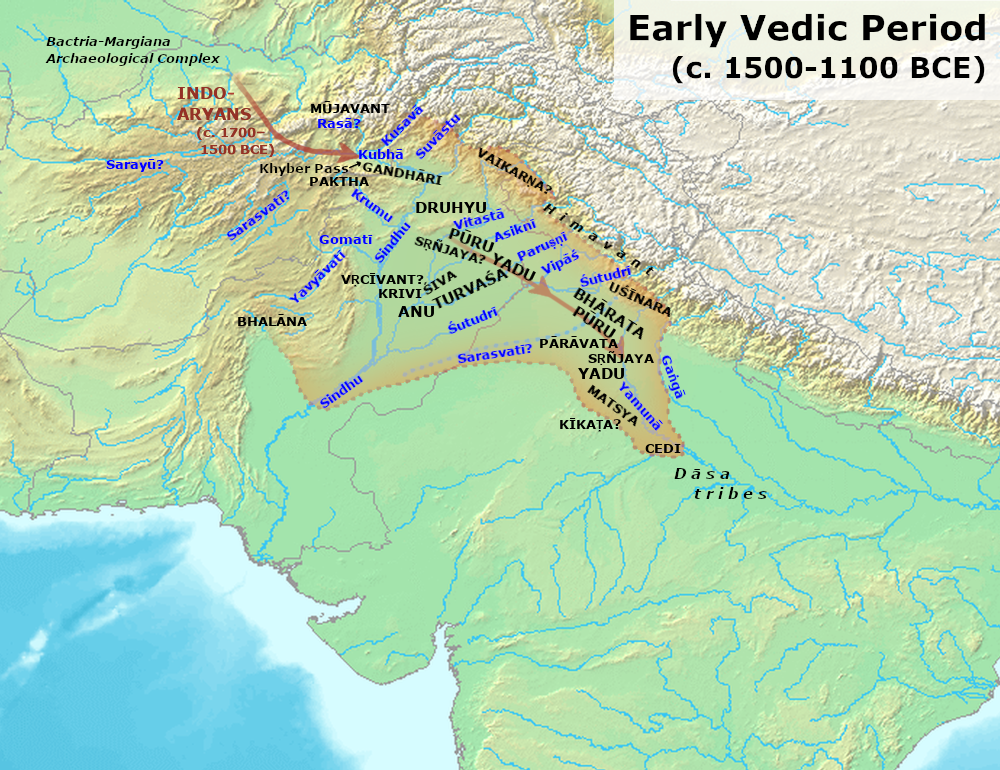
Territoriale Situation in der frühen vedischen Zeit und der mittelvedische Zeit 1700–1100 v. Chr.

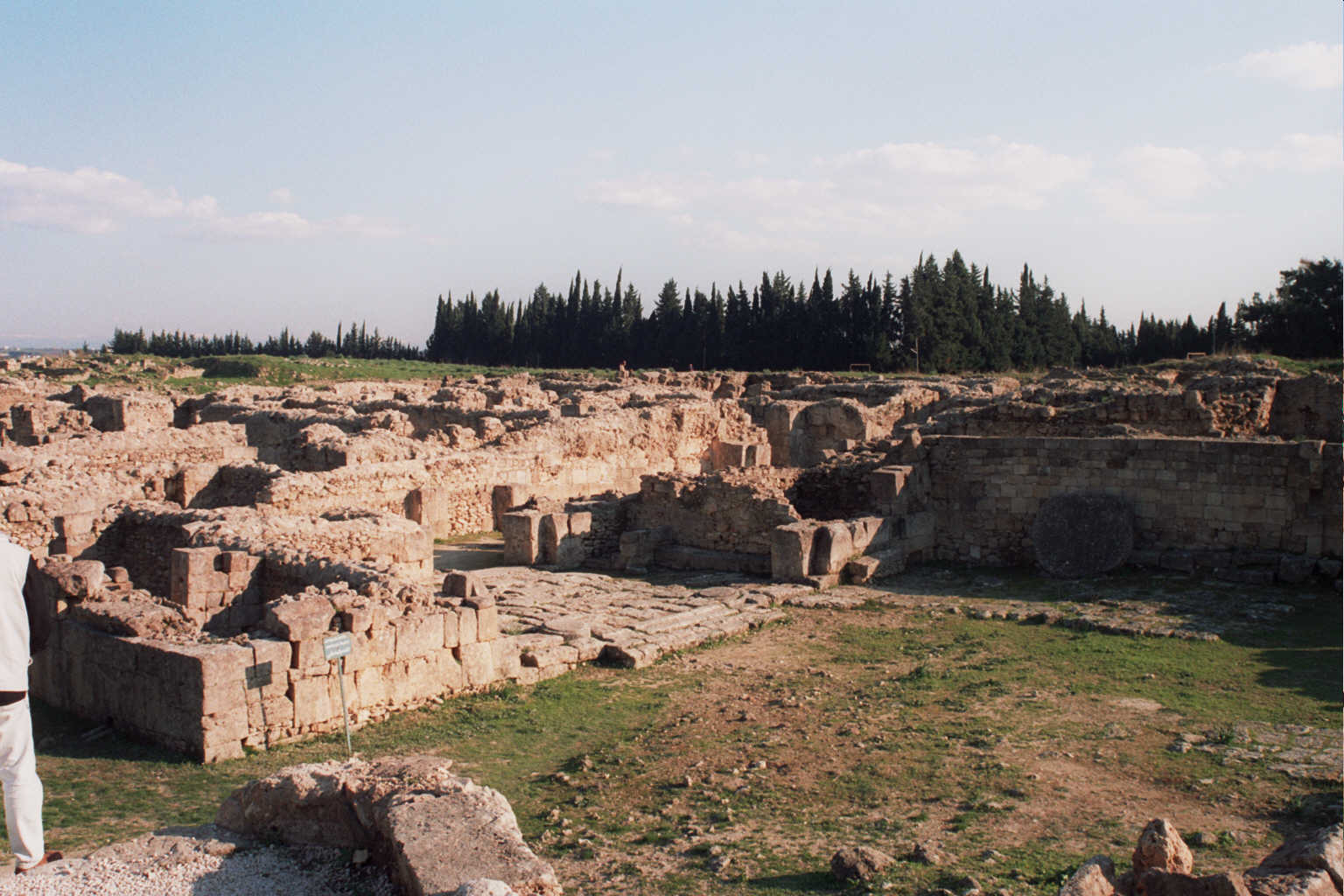
Ruinen von Ugarit

## Kalender/Zeitrechnung
- 1. Januar 1166 v. Chr.: Beginn der Jahreszählung im Diskordianischen Kalender

## Zeitalter/Epoche
- In Indien beginnt die mittelvedische Zeit.[1] Die vedische Religion (Vorläufer des Hinduismus) erlebte eine erste Blütezeit.

## Ereignisse/Entwicklungen

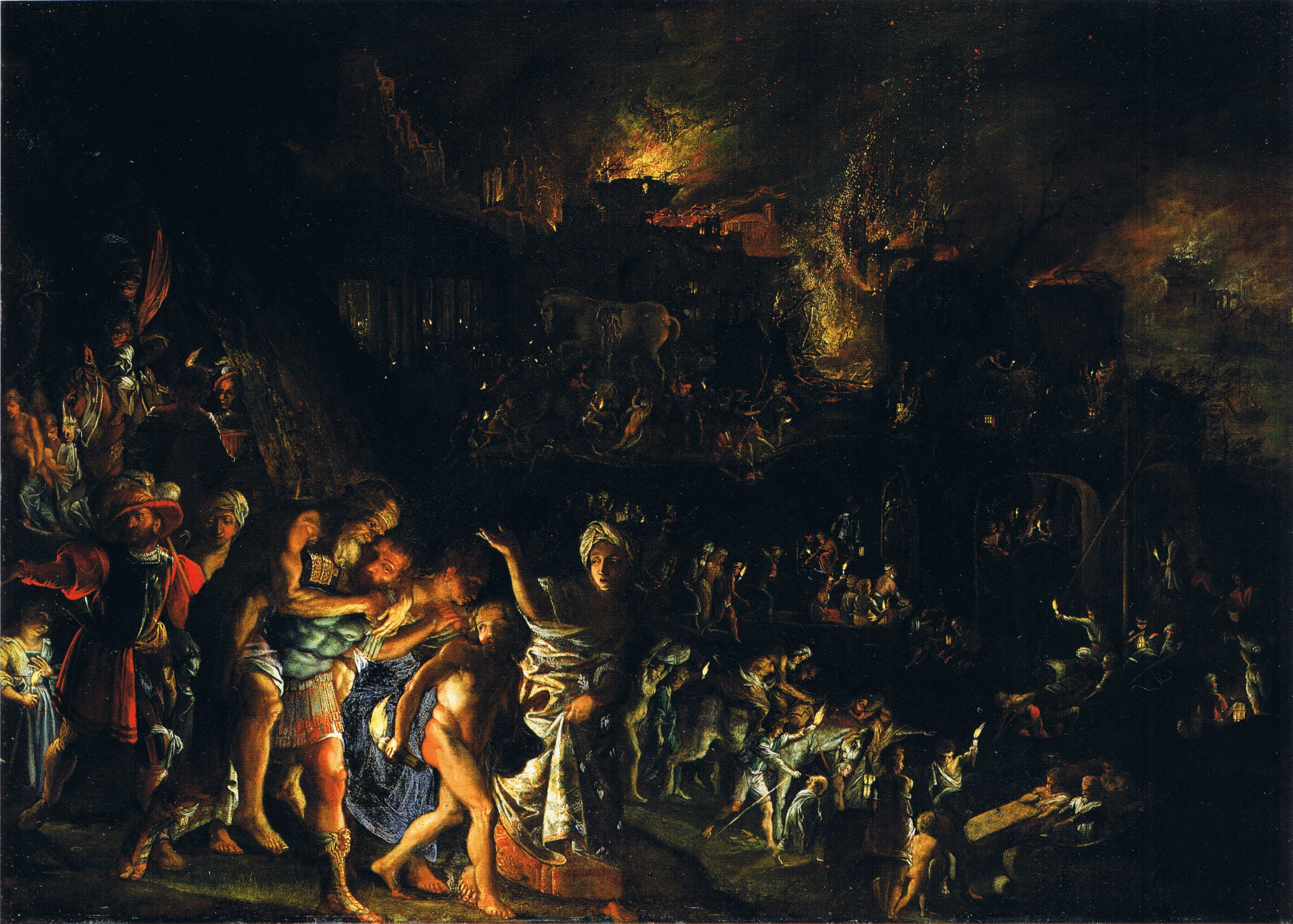
„Der Brand Trojas“

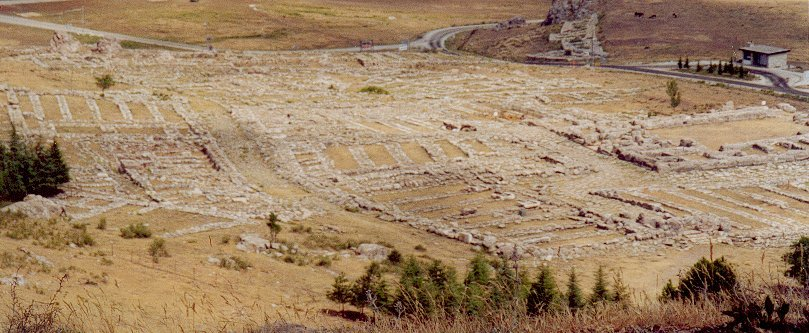
Ruinen von Ḫattuša, Hauptstadt des hethitischen Reiches

- Frühes 12. Jh. v. Chr.: Zerstörung vieler mykenischer Palastzentren auf dem griechischen Festland (u. a. Pylos, Mykene, Tiryns, Theben); damit verbunden ist der Zusammenbruch der Palastwirtschaft in Griechenland und offenbar eine starke Bevölkerungsabnahme in einigen Regionen.
- 12. Jh. v. Chr.: Gründung der Stadt Artacoana (das heutige Herat) durch die iranischen Aria
- Zwischen 1194 und 1186 v. Chr.: Zerstörung des bedeutenden Handelszentrums Ugarit in Syrien, wahrscheinlich durch auf Schiffen operierende Feinde, vermutlich den sogenannten Seevölkern zuzuordnen.
- Um 1190/80 v. Chr.: Zusammenbruch des hethitischen Großreichs, Aufgabe der hethitischen Hauptstadt Ḫattuša.
- Um 1177 v. Chr.: Ramses III. besiegt die Seevölker.
- Um 1175 v. Chr.: Die Philister werden in der palästinensischen Küstenebene ansässig (siehe 1. Buch Samuel, 2. Buch Samuel, Inschriften Ramses III. in Medinet Habu, Großer Papyrus Harris).
- Zwischen 1159 und 1141 v. Chr. war das Sommerwachstum der Sumpfeichen in Irland stark gestört. Ähnliche, allerdings später datierte, Abnormitäten im Nahen Osten, wie in Gordion, könnten mit Ausbrüchen von Vulkanen (vor allem des H3-Ausbruchs der Hekla) erklärt werden.
- 1180 v. Chr. oder einige Jahrzehnte später: Zerstörung von Troja VIIa, wahrscheinlich durch Feindeinwirkung
- Um 1159 v. Chr.: Unter Ramses III. streiken die Grabstättenarbeiter
- Einwanderungswellen von Griechenland (?) nach Südost-Anatolien und Zypern: mehrere Städte entstehen oder werden mykenisch geprägt.
- Phryger breiten sich in Richtung Zentral-Anatolien aus.
- Um 1114 v. Chr.: Die Muški werden in der Schlacht am Berg Kaschiari vom assyrischen König Tiglat-Pileser I. geschlagen.
- Um 1105 v. Chr.: Ramses XI. folgt seinem Vater Ramses X. als Pharao nach. Er ist der letzte Pharao der 20. Dynastie (Neues Reich).

Geopolitische Kräfte- und Herrschaftszentren im Vorderen Orient um 1200 v. Chr.

## Persönlichkeiten
Hinweis: Die Regierungsjahre lassen sich in diesem Jahrhundert noch nicht genau bestimmen. Von daher handelt es sich um ungefähre Schätzungen.

### Pharaonen von Ägypten
- Sethos II. (1204–1198 v. Chr.)
- Siptah (1198–1193 v. Chr.)
- Tausret (1193–1190 v. Chr.)

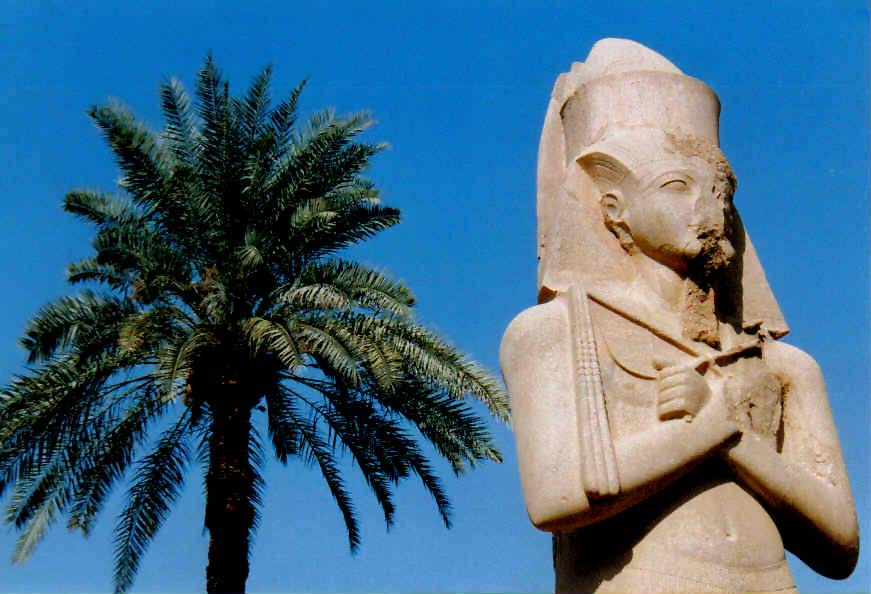
Statue Ramses III. in Luxor

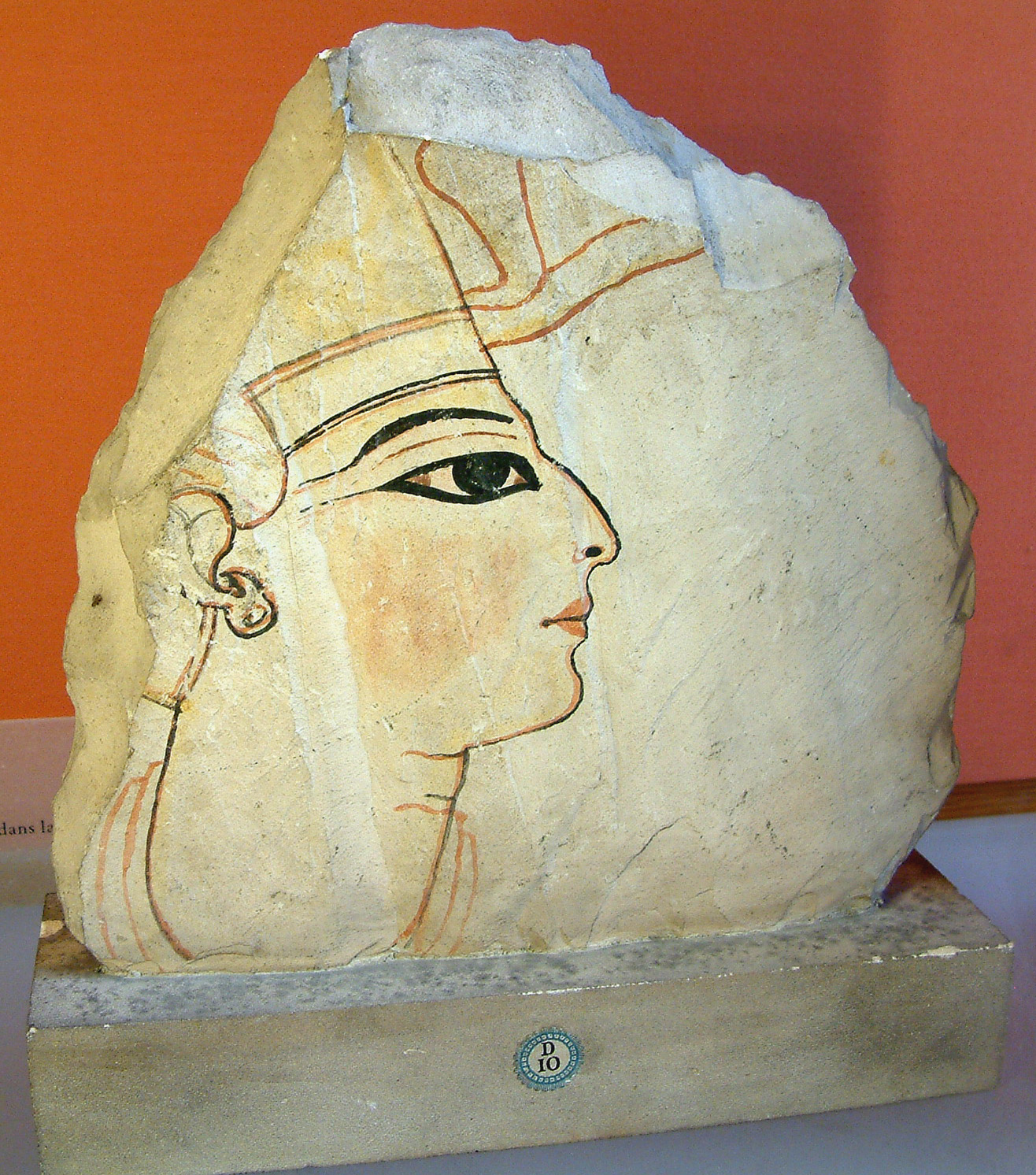
Vermutliches Porträt von Ramses VI.

- Sethnacht (1190–1188 v. Chr./Begründer der 20. Dynastie[2])

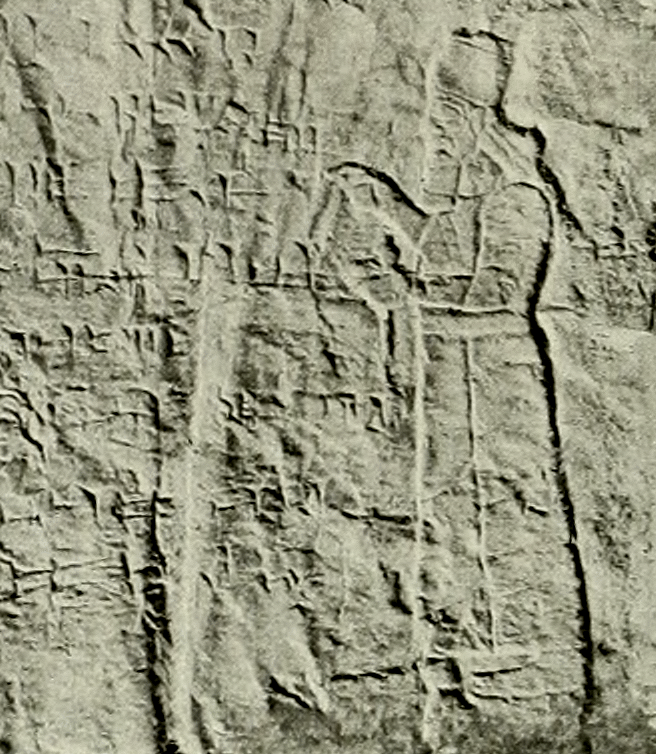
Tiglat-Pileser I.

- Ramses III. (1187–1156 v. Chr.)
- Ramses IV. (1156–1150 v. Chr.)
- Ramses V. (1150–1145 v. Chr.)
- Ramses VI. (1145–1137 v. Chr.)
- Ramses VII. (1137–1129 v. Chr.)
- Ramses VIII. (1128 v. Chr.)
- Ramses IX. (1127–1109 v. Chr.)
- Ramses X. (1109–1105 v. Chr.)
- Ramses XI. (1105–1070 v. Chr.)

### Könige von Assyrien
- Tukulti-Ninurta I. (1233–1197 v. Chr.)
- Aššur-nadin-apli (1196–1193 v. Chr.)
- Aššur-nirari III. (1192–1187 v. Chr.)
- Enlil-kudurrī-uṣur (1186–1182 v. Chr.)
- Ninurta-apil-ekur (1181–1179 v. Chr.)
- Aššur-dan I. (1178–1133 v. Chr.)
- Ninurta-tukulti-Aššur (1134 v. Chr./Mitregent von Aššur-dan I.)
- Mutakkil-Nusku (1134 v. Chr./Mitregent von Aššur-dan I.)
- Aššur-reš-iši I. (1132–1115 v. Chr.)
- Tiglat-Pileser I. (1114–1076 v. Chr.)

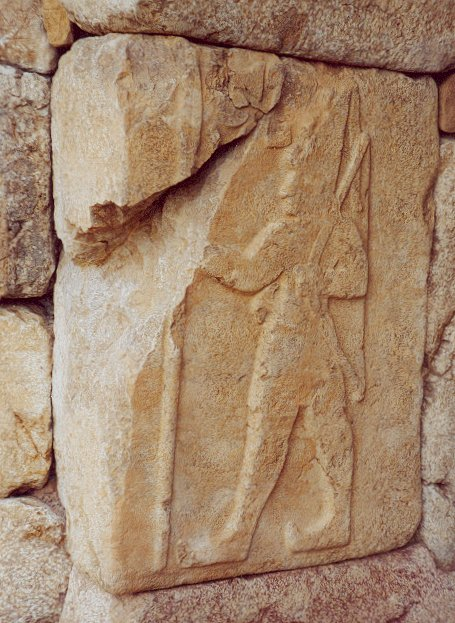
Šuppiluliuma II.

### Könige von Babylonien
- Adad-šuma-uṣur (1216–1186 v. Chr.)
- Meli-Šipak (1186–1171 v. Chr.)
- Marduk-apla-iddina I. (1171–1159 v. Chr.)
- Zababa-šuma-iddina (1159–1158 v. Chr.)
- Enlil-nādin-aḫi (1158–1155 v. Chr.)
- Itti-Marduk-balāṭu (1137–1129 v. Chr.)
- Nebukadnezar I. (1123–1101 v. Chr.)
- Enlil-nādin-apli (1101–1097 v. Chr.)

### Könige von China
- Wu Ding (1250–1192 v. Chr.)
- Qie Geng (1191–???? v. Chr.)
- Qie Jia (????–???? v. Chr.)
- Lin Xin (????–???? v. Chr.)
- Kang Ding (????–1148 v. Chr.)
- Wu Yi (1147–1113 v. Chr.)
- Wen Ding (1112–1102 v. Chr.)
- Di Yi (1101–1076 v. Chr.)

### Könige von Elam
- Hallutuš-Inšušinak (1205–1185 v. Chr.)
- Šutruk-Naḫḫunte II. (1185–1155 v. Chr.)
- Kutir-Nahhunte III. (1155–1150 v. Chr.)
- Šilḫak-Inšušinak I. (1150–1120 v. Chr.)
- Hutelutuš-Inšušinak (1120–1110 v. Chr.)
- Šilhina-Hamru-Lagamar (1110–???? v. Chr.)

### König des hethitischen Reiches
- Šuppiluliuma II. (1214–1190/80 v. Chr.)

### König von Ugarit
- Ammurapi III. (1215–1194/88 v. Chr.)

## Erfindungen und Entdeckungen
- Um 1200 v. Chr. entstanden die Orakelknochen in der Shang-Dynastie in China, unter der Regierung von Wu Ding.[3] Es handelt sich dabei um die ersten Zeugnisse der chinesischen Schrift.